# Hållby
Hållby är en gammal fäbod i Älvdalens socken i Älvdalens kommun i norra Dalarna. På kartor används även formen Håltby.
Fäboden tillhör byn Västermyckeläng och ligger cirka 5 kilometer sydväst därom. Det finns ett flertal gårdar i fäboden och ett flertal ängar varav några fortfarande slås. Områden som inte används mellan gårdar och ängar är starkt igenväxta. Hela fäboden är omgärdad av en gärdesgård som är i relativt bra skick då de kor som om somrarna betar i området annars skulle kunna komma in. År 2020 fanns det höns och tackor med lamm på vallen. Men nu har de flesta markägare valt att hugga inne på vallen. Bara två gårdar är nu starkt igenväxta och stör bilden av en välskött fäbod.